# Capens
Capens ist eine französische Gemeinde mit 650 Einwohnern (Stand 1. Januar 2022) im Département Haute-Garonne in der Region Okzitanien (vor 2016 Midi-Pyrénées). Sie gehört zum Arrondissement Muret und zum Kanton Auterive. Die Einwohner werden Capenois genannt.

## Geographie
Die Gemeinde Capens liegt etwa 13 Kilometer südsüdwestlich von Muret an der Garonne, in die hier der Aunat mündet. Umgeben wird Capens von den Nachbargemeinden Noé im Norden, Montaut im Osten und Nordosten, Marquefave im Süden, Carbonne im Westen und Südwesten sowie Longages im Westen und Nordwesten.
Durch die Gemeinde führt die Autoroute A64.

## Bevölkerungsentwicklung
| Jahr                       | 1962 | 1968 | 1975 | 1982 | 1990 | 1999 | 2007 | 2020 |
| Einwohner                  | 247  | 238  | 247  | 238  | 253  | 285  | 462  | 677  |
| Quellen: Cassini und INSEE |      |      |      |      |      |      |      |      |

## Sehenswürdigkeiten
- Kirche Saint-Étienne, erbaut im 16. Jahrhundert